# Constantin Niculae
Constantin Niculae (Uliești, 1 de abril de 1955) es un deportista rumano que compitió en judo. Ganó una medalla en el Campeonato Mundial de Judo de 1981, y dos medallas en el Campeonato Europeo de Judo en los años 1980 y 1981.
Participó en dos Juegos Olímpicos de Verano en los años 1980 y 1984, su mejor actuación fue un séptimo puesto logrado en Los Ángeles 1984 en la categoría de –65 kg.

## Palmarés internacional
| Campeonato Mundial | Campeonato Mundial        | Campeonato Mundial | Campeonato Mundial |
| Año                | Lugar                     | Medalla            | Categoría          |
| ------------------ | ------------------------- | ------------------ | ------------------ |
| 1981               | Maastricht (Países Bajos) | Medalla de plata   | –65 kg             |
| Campeonato Europeo |                           |                    |                    |
| Año                | Lugar                     | Medalla            | Categoría          |
| 1980               | Viena (Austria)           | Medalla de bronce  | –65 kg             |
| 1981               | Debrecen (Hungría)        | Medalla de oro     | –65 kg             |